# Who's Boss? (film, 1914)
Pour le film de Jules White, voir Who's Boss?.
Pour plus de détails, voir Fiche technique et Distribution.
Who's Boss? est un film muet américain réalisé par Arthur Hotaling et sorti en 1914.

## Synopsis
Bien que chef de la police, Sam Briggs ne fait pas la loi dans son foyer…

## Fiche technique
- Titre : Who's Boss?
- Réalisation : Arthur Hotaling
- Scénario : E. W. Sargent
- Production : Siegmund Lubin
- Société de production : Lubin Manufacturing Company
- Société de distribution : General Film Company
- Genre : Comédie
- Pays d'origine :  États-Unis
- Langue : anglais
- Dates de sortie :
  - États-Unis : 27 juin 1914

## Distribution
- Harry Lorraine (en) : Sam Briggs
- Mae Hotely (en) : Sue Briggs
- Billy Bowers : Clancey
- Ben Walker : Pat Murphy
- Oliver Hardy